# Trifurcula ridiculosa
Trifurcula ridiculosa (лат.) — вид чешуекрылых из семейства молей-малюток. Один из самых мелких представителей бабочек в мире (длина передних крыльев самок от 1,55 до 1,8 мм, размах крыльев 3,8—4,1 мм), наряду с Johanssoniella acetosae.

## Распространение
Канарские острова (Тенерифе, Ла-Пальма, Ла-Гомера) и Мадейра, включая остров Порту-Санту.

## Описание
Мелкие молевидные чешуекрылые, длина передних крыльев самок от 1,55 до 1,8 мм, размах крыльев 3,8—4,1 мм, длина передних крыльев самцов от 1,95 до 2,1 мм, размах крыльев 4,1—4,5 мм. Это один из самых мелких видов бабочек, наряду с Johanssoniella acetosae (у которого длина переднего крыла от 1,1 до 1,9 мм, размах от 2,6 до 4,1 мм). Голова самца Trifurcula ridiculosa: лобный хохолок смешанный белый и серо-коричневый, воротничок белый, состоящий из ворсинчатых чешуек; усики серо-коричневые, с 33—35 члениками. Грудь и передние крылья самца кремово-белые, с серо-коричневыми чешуйками на концах; нижняя сторона серо-коричневая. Задние крылья от белого до серо-белого цвета, нижняя сторона с бархатным пятном из приподнятых чешуек. Брюшко серо-бурое, анальные пучки белые. Усики самки с 25—28 члениками. Задние крылья самки без бархатного пятна, брюшко без кисточек; остальное как у самца.

## Биология
Гусеницы минируют листья различных растений рода лядвенец (Lotus) из семейства бобовые, как эндемичные, так и широко распространенные интродуцированные виды. Яйцо откладывается по обе стороны листа. Листовая мина обычно начинается узкой галереей, позже она расширяется в продолговатое пятно; на лотосах с мелкими листочками, гусеницы полностью их выедают. Выходное отверстие личинки на нижней стороне листа. Между действиями гусениц-минёров Мадейры и Канарских островов имеется заметное различие: ранняя галерея гусениц Мадейры обычно сильно искривлена, тогда как канарские личинки имеют довольно прямой ход. Гусеница жёлтая. Вероятно, размножаются непрерывно: гусеницы были обнаружены в феврале, апреле, сентябре, октябре и декабре.

## Классификация
Таксон был впервые описан в 1908 году английским политиком и энтомологом Томасом де Греем Уолсингемом (1843—1919) под названием Trifurcula ridiculosa Walsingham, 1908, в составе рода Trifurcula с 1975 года, а его валидный статус подтверждён в ходе ревизии, проведённой в 2007 году голландским лепидоптерологом Erik J. van Nieukerken (Department of Terrestrial Zoology, Naturalis Biodiversity Center, Лейден, Нидерланды).